# Sabalia fuelleborni
Sabalia fuelleborni är en fjärilsart som beskrevs av Ferdinand Karsch, 1900. Sabalia fuelleborni ingår i släktet Sabalia och familjen fältspinnare, Brahmaeidae. Inga underarter finns listade i Catalogue of Life.